# 버밍엄홀그린 (영국 의회 선거구)
버밍엄홀그린 (Birmingham Hall Green)은 잉글랜드 버밍엄시에 위치한 영국 의회의 옛 선거구이다.
당시 노동당의 텃밭 지역구였으며, 2017년 총선에서는 노동당 후보 득표율이 77.6%, 2위 후보와의 격차가 62.5%로 영국 전역에서 12번째로 격차가 큰 지역구로 나타났다. 이는 2010년 총선에서 노동당 후보가 32.9% 득표율에 7.8% 격차를 보였던 것과 크게 비교됐다.
2023년 웨스트민스터 선거구 정기심의 결과 버밍엄홀그린 모즐리라는 이름으로 바뀌었으나 관할구역은 사소한 경계변경 외에 큰 변화는 없었다.

## 역사
1950년 영국 총선부터 1997년 총선까지 보수당 의원만 당선되던 보수당 텃밭 지역구였으며, 버밍엄에지버스턴과 함께 대처-메이저로 이어졌던 18년 보수당 정권의 유이한 버밍엄 지역구로 남아 있었다. 하지만 1997년 총선에서 버밍엄에지버스턴과 마찬가지로 노동당에게 넘어가게 되었으며, 1950년 지역구 신설 이래 처음으로 노동당 의원이 당선되었다.
2015년 영국 총선에서는 노동당의 로저 고드시프 의원이 59.8% 득표율로 크게 승리하였다. 2위 보수당의 제임스 버드 후보와의 격차는 42.1%에 달했으며, 이 해 노동당이 승리한 232개 지역구 중에서 우위격차순으로 28위에 오른 것으로 조사되었다. 특히 자유민주당에서 노동당으로 넘어간 표심 선회가 26.9%였으며, 전국 평균 선회득표율을 한참 능가한 것으로 집계됐다. 리스펙트당 지지 표심이 크게 무너진 것도 한몫하였다.
2017년 영국 총선에서는 고드시프 의원이 격차를 더욱 벌려 62.5%에 이르렀으며, 영국에서 12번째로 격차가 큰 지역구로 조사됐다.
역대 총선 중에서 최고 투표율은 1950년 총선의 83.1%이며, 최저투표율은 2001년의 57.1%였다.

## 지역 정보
북쪽으로 버밍엄 중심부까지 닿아 있는 교외 지역구로, 동쪽과 남쪽으로 솔리헐과 경계를 접한다. J. R. R. 톨킨이 어린 시절을 보내며 《호빗》과 《반지의 제왕》을 집필하는 데 영감을 주었던 세어홀 밀 (Sarehole Mill)이 이 지역에 있다.
지역구 내 비백인계 주민 거주비율은 64.5%로 버밍엄시 전체 비율 (42%)보다도 크다. 공영 주택 거주비율 (25.7%)도 큰 편으로, 비백인계 주민과 공영주택 거주비율 모두 전국 평균보다 크다. 지역구 곳곳에 공공 공원, 공유지, 가로수길이 많이 조성되어 있다. 한때 로버 사의 공장이 이곳에 위치해 있어 대부분 유권자가 자동차 제조업에 종사한 바 있다.

## 구획
- 1950–1955년: 버밍엄 주급자치구 홀그린, 스파크힐, 스프링필드.[7]
- 1955–1974년: 버밍엄 주급자치구 브랜드우드, 홀그린, 스프링필드.
- 1974–1983년: 버밍엄 주급자치구 빌슬리, 브랜드우드, 홀그린.
- 1983–2010년: 버밍엄시 빌슬리, 브랜드우드, 홀그린.
- 2010년~: 버밍엄시 홀그린, 모즐리 킹스허트, 스파크브루크, 스프링필드.

2010년 영국 총선을 앞두고 실시된 제5차 웨스트민스터 선거구 정기심의 결과, 잉글랜드 구획위원회는 홀그린 지역구에 대해 관할지역 중 홀그린과 그외 몇몇 지역만 존치하여 기존의 3분의 1만 남기고, 그대신 이번에 폐지되는 버밍엄스파크브루크 스몰히스 지역구의 선거지역 두 곳을 추가하기로 결정하였다.

## 역대 국회의원

### 1918~1955년
| 선거 | 선거   | 의원                | 정당        | 비고               |
| ---- | ------ | ------------------- | ----------- | ------------------ |
|      | 1950년 | 오브리 존스         | 보수당      | 1965년 의원직 사퇴 |
|      | 1965년 | 리지널드 에이어     | 보수당      |                    |
|      | 1987년 | 앤드루 하그레이브스 | 보수당      |                    |
|      | 1997년 | 스티브 매케이브     | 노동당      |                    |
|      | 2010년 | 로저 고드시프       | 노동당      |                    |
|      | 2019년 | 타히르 알리         | 노동당      |                    |
|      | 2024년 | 선거구 폐지         | 선거구 폐지 |                    |

## 선거

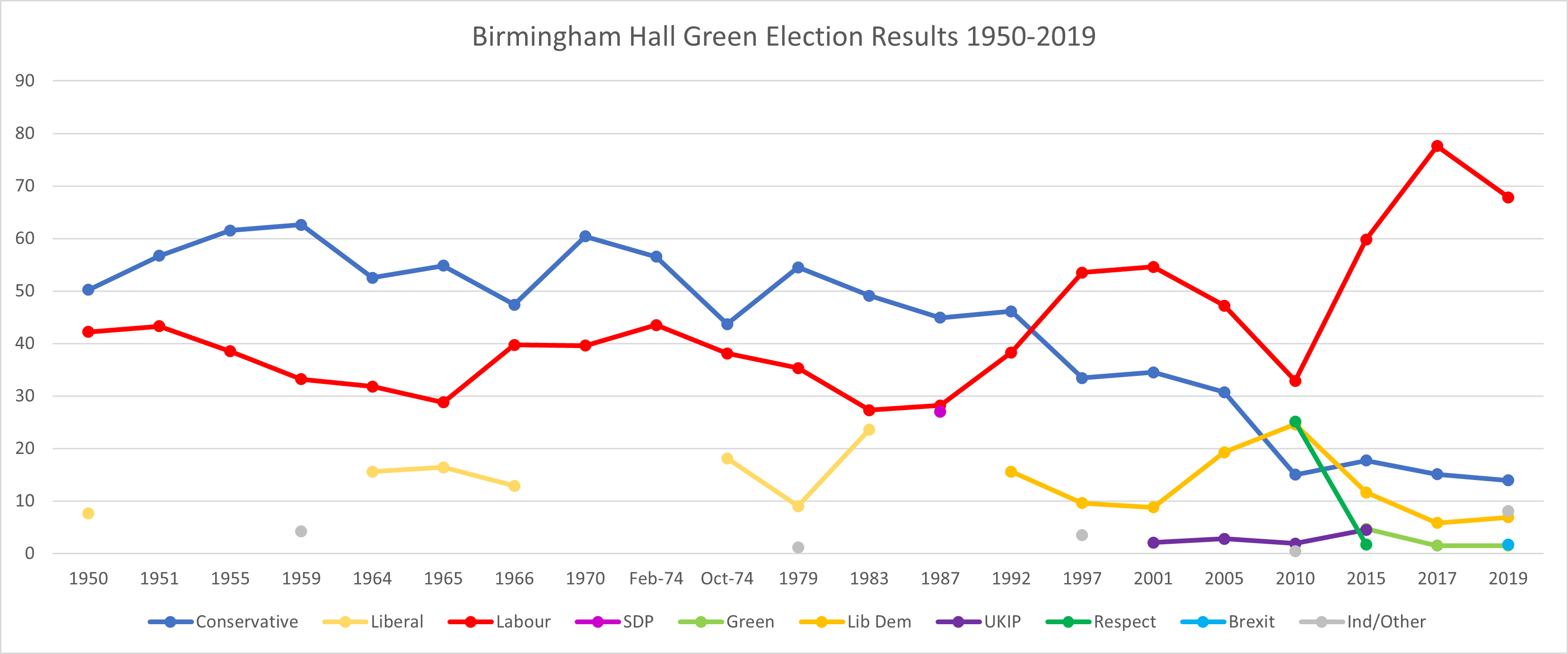

### 1950년대
|  | 50.2% |

|  | 42.2% |

|  | 7.6% |

|  | 56.7% |

|  | 43.3% |

|  | 61.5% |

|  | 38.5% |

|  | 62.6% |

|  | 33.2% |

|  | 4.2% |

### 1960년대
|  | 52.5% |

|  | 31.8% |

|  | 15.6% |

|  | 54.8% |

|  | 28.8% |

|  | 16.4% |

|  | 47.4% |

|  | 39.7% |

|  | 12.9% |

### 1970년대
|  | 60.4% |

|  | 39.6% |

|  | 56.5% |

|  | 43.5% |

|  | 43.7% |

|  | 38.1% |

|  | 18.1% |

|  | 54.5% |

|  | 35.3% |

|  | 9.0% |

|  | 1.2% |

### 1980년대
|  | 49.1% |

|  | 27.3% |

|  | 23.6% |

|  | 44.9% |

|  | 28.2% |

|  | 27.0% |

### 1990년대
|  | 46.1% |

|  | 38.3% |

|  | 15.6% |

|  | 53.5% |

|  | 33.4% |

|  | 9.6% |

|  | 3.5% |

### 2000년대
|  | 54.6% |

|  | 34.5% |

|  | 8.8% |

|  | 2.1% |

|  | 47.2% |

|  | 30.7% |

|  | 19.3% |

|  | 2.8% |

### 2010년대
|  | 32.9% |

|  | 25.1% |

|  | 24.6% |

|  | 15.0% |

|  | 1.9% |

|  | 0.4% |

|  | 59.8% |

|  | 17.7% |

|  | 11.6% |

|  | 4.7% |

|  | 4.5% |

|  | 1.7% |

|  | 77.6% |

|  | 15.1% |

|  | 5.8% |

|  | 1.5% |

|  | 67.8% |

|  | 13.9% |

|  | 8.1% |

|  | 6.9% |

|  | 1.7% |

|  | 1.5% |

### 2020년대
|  | 30.8% |

|  | TBA |

|  | TBA |

|  | TBA |

|  | TBA |

|  | TBA |

|  | TBA |

|  | TBA |

## 같이 보기
- 버밍엄의 영국 의회 선거구

### 참조주
1. ↑  “Birmingham, Hall Green: Usual Resident Population, 2011”. 《Neighbourhood Statistics》. Office for National Statistics. 2016년 3월 4일에 원본 문서에서 보존된 문서. 2015년 1월 30일에 확인함.
2. ↑  “Electorate Figures – Boundary Commission for England”. 《2011 Electorate Figures》. Boundary Commission for England.  4 March 2011. 6 November 2010에 원본 문서에서 보존된 문서. 13 March 2011에 확인함.
3. 1 2  “Constituencies A-Z - Election 2017”. 《BBC News》. 2017년 6월 10일에 확인함.
4. ↑  “West Midlands | Boundary Commission for England”. 《Boundary Commission for England》. 2023년 6월 20일에 확인함.
5. ↑  List of Labour MPs elected in 2015 by % majority 보관됨 2017-06-27 - 웨이백 머신  UK Political.info.  Retrieved 2017-01-29
6. ↑  “Hall Green Demographics” (PDF). 《Hall Green Profile》. 2022년 1월 12일에 원본 문서 (PDF)에서 보존된 문서. 2021년 1월 22일에 확인함.
7. ↑  Craig, F.W.S., 편집. (1972). 《Boundaries of parliamentary constituencies 1985-1972》. Chichester, Sussex: Political Reference Publications. ISBN 0-900178-09-4.
8. ↑  레이그 레이먼트의 연도별 국회의원 목록 (Leigh Rayment's Historical List of MPs) –  'N'로 시작하는 선거구 - part 2
9. ↑  “UK General Election results March 1966”. 《Richard Kimber's Political Science Resources》. Politics Resources. 1966년 3월 31일. 2013년 6월 23일에 원본 문서에서 보존된 문서. 2012년 12월 27일에 확인함.
10. ↑  “UK General Election results October 1951”. 《Richard Kimber's Political Science Resources》. Politics Resources. 1951년 10월 25일. 2013년 6월 23일에 원본 문서에서 보존된 문서. 2012년 12월 27일에 확인함.
11. ↑  “UK General Election results May 1955”. 《Richard Kimber's Political Science Resources》. Politics Resources. 1955년 5월 26일. 2013년 6월 23일에 원본 문서에서 보존된 문서. 2012년 12월 27일에 확인함.
12. ↑  “UK General Election results October 1959”. 《Richard Kimber's Political Science Resources》. Politics Resources. 1959년 10월 8일. 2013년 6월 23일에 원본 문서에서 보존된 문서. 2012년 12월 27일에 확인함.
13. ↑  “UK General Election results October 1964”. 《Richard Kimber's Political Science Resources》. Politics Resources. 1964년 10월 15일. 2011년 9월 20일에 원본 문서에서 보존된 문서. 2012년 12월 27일에 확인함.
14. ↑  “UK General Election results March 1966”. 《Richard Kimber's Political Science Resources》. Politics Resources. 1966년 3월 31일. 2013년 6월 23일에 원본 문서에서 보존된 문서. 2012년 12월 27일에 확인함.
15. ↑  “UK General Election results June 1970”. 《Richard Kimber's Political Science Resources》. Politics Resources. 1970년 6월 18일. 2013년 6월 23일에 원본 문서에서 보존된 문서. 2012년 12월 27일에 확인함.
16. ↑  “UK General Election results February 1974”. 《Richard Kimber's Political Science Resources》. Politics Resources. 1974년 2월 28일. 2013년 6월 23일에 원본 문서에서 보존된 문서. 2012년 12월 27일에 확인함.
17. ↑  “UK General Election results October 1974”. 《Richard Kimber's Political Science Resources》. Politics Resources. 1974년 10월 10일. 2013년 6월 23일에 원본 문서에서 보존된 문서. 2012년 12월 27일에 확인함.
18. ↑  “UK General Election results May 1979”. 《Richard Kimber's Political Science Resources》. Politics Resources. 1979년 5월 28일. 2011년 8월 11일에 원본 문서에서 보존된 문서. 2012년 12월 27일에 확인함.
19. ↑  “Election Data 1983”. Electoral Calculus. 2011년 10월 15일에 원본 문서에서 보존된 문서. 2015년 10월 18일에 확인함.
20. ↑  “UK General Election results April 1983”. 《Richard Kimber's Political Science Resources》. Politics Resources. 1992년 4월 9일. 2011년 8월 11일에 원본 문서에서 보존된 문서. 2010년 12월 6일에 확인함.
21. ↑  “Election Data 1987”. Electoral Calculus. 2011년 10월 15일에 원본 문서에서 보존된 문서. 2015년 10월 18일에 확인함.
22. ↑  “UK General Election results April 1992”. 《Richard Kimber's Political Science Resources》. Politics Resources. 1987년 6월 11일. 2011년 8월 11일에 원본 문서에서 보존된 문서. 2010년 9월 17일에 확인함.
23. ↑  “Election Data 1992”. Electoral Calculus. 2011년 10월 15일에 원본 문서에서 보존된 문서. 2015년 10월 18일에 확인함.
24. ↑  “UK General Election results April 1992”. 《Richard Kimber's Political Science Resources》. Politics Resources. 1992년 4월 9일. 2011년 8월 11일에 원본 문서에서 보존된 문서. 2010년 12월 6일에 확인함.
25. ↑  “Election Data 1997”. Electoral Calculus. 2011년 10월 15일에 원본 문서에서 보존된 문서. 2015년 10월 18일에 확인함.
26. ↑  “Election Data 2001”. Electoral Calculus. 2011년 10월 15일에 원본 문서에서 보존된 문서. 2015년 10월 18일에 확인함.
27. ↑  “Election Data 2005”. Electoral Calculus. 2011년 10월 15일에 원본 문서에서 보존된 문서. 2015년 10월 18일에 확인함.
28. ↑  “Election Data 2010”. Electoral Calculus. 2013년 7월 26일에 원본 문서에서 보존된 문서. 2015년 10월 17일에 확인함.
29. ↑  “Birmingham City Council: General Election 2010”. 2010년 5월 8일에 원본 문서에서 보존된 문서.
30. ↑  “Election Data 2015”. Electoral Calculus. 2015년 10월 17일에 원본 문서에서 보존된 문서. 2015년 10월 17일에 확인함.
31. ↑  “Statement of Persons Nominated and notice of poll”. 《Birmingham City Council》. 2019년 2월 8일에 원본 문서에서 보존된 문서. 2017년 5월 11일에 확인함.
32. ↑  “Birmingham Hall Green results”. 《BBC News》. 2017년 6월 9일에 확인함.
33. 1 2  “Candidates standing for election (Statement of Persons Nominated) | Birmingham City Council”. 2021년 12월 31일에 원본 문서에서 보존된 문서. 2021년 12월 31일에 확인함.